# اندیس دولومیت لک
دولومیت لک یک اندیس غیرفلزی است که در حوالی شهر آوج استان قزوین قرار دارد و مادهٔ معدنی موجود در آن، دولومیت است.سنگ میزبان این اندیس دولومیت سازند لار است و دیرینگی آن به دوران ژوراسیک فوقانی می‌رسد. 